# Bangiomorpha pubescens
Bangiomorpha pubescens is een fossiele soort roodwier uit het Proterozoïcum. Ze is gevonden in de Hunting Formation op Somerset Island in het noorden van Canada, die ongeveer 1,05 miljard jaar oud is. Bangiomorpha pubescens was een meercellig organisme dat in lange draden groeide. Het is vermoedelijk het oudst bekende organisme dat zich door seksuele voortplanting vermeerderde.

## Ontdekking en vindplaats
In 1990 werden fossielen van primitieve roodwieren ontdekt in de Hunting Formation. De soort Bangiomorpha pubescens werd in 2000 beschreven. De soortnaam verwijst naar de "haar-achtige" vorm van de wier, alsook naar de vermoedelijk seksuele wijze van voortplanting.
Naast Bangiomorpha bevat de Hunting Formation fossielen van verschillende andere prokaryoten en eukaryoten. Deze organismen leefden in een ondiepe, kalkrijke zee. De Hunting Formation werd ten tijde van de beschrijving van Bangiomorpha pubescens nog gedateerd op ongeveer 1,2 miljard jaar. Dit gebeurde door correlatie met andere gesteentelagen, waarvan de ouderdom door uranium-looddatering bekend was. De ouderdom is door renium-osmiumdatering later bijgesteld naar ten minste 1,047(+13/–17) miljard jaar (aanzienlijk jonger).

## Uiterlijk
De draden (filamenten) van Bangiomorpha pubescens waren rond de 2 mm lang en ongeveer 50 μm breed. Sommige filamenten bestaan uit één serie van op elkaar groeiende schijfvormige cellen, andere uit meerdere series die naast elkaar groeien. In het laatste geval vertonen de cellen in horizontale doorsnede een radiaal patroon (als taartpunten), dat kenmerkend is voor moderne algen uit het geslacht Bangia. De celwand was donker.
Bangiomorpha pubescens groeide vanaf ondiepe, rotsige bodem, waarop de filamenten bevestigd zaten met een "voetje" dat enkele cellen groot was. Dit betekent dat het organisme cellen met verschillende taken had: er trad celdifferentiatie op.
Het vermoeden van seksuele voortplanting is gebaseerd op een ronde structuur aan het uiteinde van sommige dikke filamenten, die aan een spore doet denken.